# Nathaniel Jarvis Wyeth
Nathaniel Jarvis Wyeth (Cambridge, Massachusetts, 29 de enero de 1802 - 31 de agosto de 1856) fue un inventor estadounidense, fabricante de hielo, comerciante y explorador del Lejano Oeste. 

## Biografía

### Primeros años
Nathaniel Wyeth nació en Cambridge, Massachusetts, hijo de Jacob y Elizabeth (Jarvis) Wyeth. Se casó con Elizabeth Jarvis Stone el 29 de enero de 1824, y comenzó su carrera en la década de 1820, actuando como capataz para una compañía fabricante de hielo en Fresh Pond en Cambridge, y, por tanto, ayudó al bostoniano «Ice King» Frederic Tudor a establecer en Nueva Inglaterra el comercio del hielo con el Caribe, Europa y la India. En el curso de este negocio, inventó una serie de herramientas que revolucionaron el negocio de la recolección de hielo y aumentaron su productividad enormemente. También inventó casas de hielo sobre el suelo, con paredes dobles para el aislamiento. Como el Dictionary of American Biography dice:

Se dijo a su muerte que  prácticamente todas las aplicaciones y dispositivos utilizados en el negocio de hielo había sido inventado por Nat. Wyeth.
[I]t was said at his death that practically every implement and device used in the ice business had been invented by Nat Wyeth.
Dictionary of American Biography

## Territorio de Oregón
A los 30 años, sin embargo, Hall J. Kelley lo convenció de que en Oregón había excelentes perspectivas comerciales. Wyeth pensaba que podría llegar a ser rico en la industria de pieles de Oregón, desarrollando granjas para el cultivo (especialmente del tabaco) e iniciando la industria del salmón, que rivalizaría con la industria del bacalao de Nueva Inglaterra. 
Cuando los planes que tenía Kelley para una expedición fueron retrasados, Wyeth formó la suya propia, y como escribió en su diario de expedición:

El 10 de marzo de 1832 deje Boston en una embarcación con 20 hombres para Baltimore, donde se me unieron cuatro más, y el 27 deje Rail Road por Fredrick Md desde aquí a Brownsville marchamos a pie, y de ese lugar a Liberty Mo. en varios barcos de vapor, que nos dejaron en las praderas el 12 de mayo con 21 hombres, habiendo desertado tres, y el 27 de mayo otros tres más desertaron.
On the 10th of March 1832 I left Boston in a vessel with 20 men for Baltimore where I was joined by four more, and on the 27th left to Rail Road for Fredrick Md from thence to Brownsville we marched on foot, and took passage from that place to Liberty Mo. on various steamboats, which place we left for the prairies on the 12th of May with 21 men, three having deserted, and on the 27th of May three more deserted.
Nathaniel J. Wyeth

Desde allí la expedición continuó a lo largo de la ruta de lo que más tarde se conocerá como la ruta de Oregón («Oregon Trail»), a través de los Black Hills, los Grand Tetons, el norte del Gran Lago Salado, de ahí a Walla Walla (Washington), descendiendo el río Columbia y, en última instancia llegando a Fort Vancouver el 29 de octubre. 
El 6 de noviembre, Wyeth anotó en su diario que:

(...) mis hombres se dieron a conocer y por unanimidad deseaban ser liberados de su compromiso con el fin de volver a casa tan pronto como sea posible... Ahora estoy a flote en el gran mar de la vida sin apoyo o soporte pero en buenas manos, es decir yo mismo y la providencia
(...) my men came forward and unanimously desired to be released from their engagement with a view of returning home as soon as possible.... I am now afloat on the great sea of life without stay or support but in good hands i.e. myself and providence.
Nathaniel J. Wyeth

Después de pasar los meses de invierno en Fort Vancouver, Wyeth regresó por tierra, llegando a Liberty (Misuri), a finales de septiembre de 1833, y luego a Boston. Aunque la expedición no había sido un éxito comercial, llevó con él de regreso una importante colección de plantas previamente desconocidas para la botánica.
En 1834 equipó una nueva expedición, con grandes planes para el establecimiento de puestos de comercio de pieles, la pesca de salmón, una colonia, y otros desarrollos. En la empresa participaban dos naturalistas, el profesor Thomas Nuttall (1786-1859), de la Universidad de Harvard, y John Kirk Townsend, más el misionero Jason Lee. 
La partida de Wyeth cruzó el río Kansas el 5 de mayo, fundando Fort Hall en julio (1834) a orillas del río Snake y construyendo Fort William, en el río Columbia,  en la isla Wappatoo (en la actualidad parte de Portland (Oregón). Wyeth, el 15 de septiembre de 1834, recogió en su diario que: 

Encontré el Bg [Brig] May Dacre a toda vela remontando el río, bordeándolo, y encontre todo bien, ya que había sido puesto en Valparaíso habiendo sido golpeada por el rayo y muy dañada. El capitán Lambert estaba bien y me trajo 20 hawainos [naturales de las Islas Sandwich, como eran conocidos en esa época] y 2 Coopers 2 Smiths y un Clerk.
(...) met the Bg [Brig] May Dacre in full sail up the River boarded her and found all well she had put into Valparaíso having been struck by Lightning and much damaged. Capt Lambert was well and brot me 20 Sandwich Islanders and 2 Coopers 2 Smiths and a Clerk.

Después de mucha exploración y trampeo, en última instancia, no tuvo éxito en su competencia con John McLoughlin, factor de Fort Vancouver de la británica Compañía de la Bahía de Hudson, y, en 1836 regresó al Este desalentado. Al año siguiente, vendió los dos fuertes (Hall y William) a la Compañía de la Bahía de Hudson.
A pesar de su fracaso empresarial, la segunda expedición se demostró científicamente más útil, con la recolección e identificación por Nuttall de 113 especies de plantas del oeste, incluyendo la artemisa, Artemisia tridentata y la «oreja de mula» (mule's ear), un género de girasol que bautizó con el nombre Wyethia en honor de Wyeth. 

## Últimos años
Aunque fracasó en sus dos empresas en el oeste, los negocios de Wyeth en Massachusetts siguieron siendo financieramente seguros y consiguió una considerable fortuna. Continuó apoyando firmemente la ocupación por colonos estadounidense de Oregón, y alentó a muchos a ir al Oeste, aunque él mismo nunca cruzó de nuevo el río Misisipi.